# Alonso de Alvarado
Alonso de Alvarado Montaya González de Cevallos y Miranda (Secadura, Voto, Cantabria, 1500 - Lima, 1556) fue un explorador y conquistador español.
Hijo de García López de Alvarado el Bueno, señor de la casa de Voz y Rayz en Secadura y en heredamiento de las villas de Talamanca y Vilamor, y de María de Miranda, hija de Francisco de Montaya. De pequeño, fue criado por su tía Teresa de Alvarado, en Hontoria de la Cantera.
Luego de servir una temporada en Guatemala bajo las órdenes de su tío el adelantado Pedro de Alvarado, acompañó a este al Perú en 1534. Tras el retorno de Pedro a Guatemala, se incorporó a las fuerzas de Francisco Pizarro. En poco tiempo se convirtió en su hombre de confianza  y se le encargaron diversas campañas de exploración, conquista y fundación de ciudades.

## Conquista de los Chachapoyas
Alonso de Alvarado fue el precursor de las expediciones que se internaron en la Amazonía: con 20 hombres partió del Perú y, remontando los Andes, llegó en 1535 a la tierra de los Chachapoyas. Cuentan los cronistas que los indígenas de la zona de Cochabamba, encabezados por el curaca Huamán descendiente de los Pocras por el animal simbólico "halcón", que venían huyendo desde hacía años de la conquista incaica, recibieron jubilosamente a los españoles, pues los veían como liberadores de la opresión inca, y les obsequiaron un cajón repleto de oro y dos de plata. Contento, Alvarado regresó al Perú en busca de más hombres; pasó luego a Lima, para pedir al marqués Pizarro autorización para iniciar una entrada y fundar un pueblo en Chachapoyas. Pizarro no solo le concedió dicha autorización, sino que le permitió también quedarse con el oro y la plata que le habían cedido los indios, para que solventara la expedición. Alvarado retornó con más soldados a Cochabamba y tras reunirse con el resto de españoles, se adentraron todos en el país de los Chachapoyas. Les acompañaba como aliado el curaca Huamán, quien fue nombrado Curaca principal de lo Chachapoyas. En el trayecto los indios le presentaron lucha, pero Alvarado logró la amistad de algunos pueblos mientras que otros persistieron en resistir. Sintiéndose ya lo suficientemente fuerte, Alvarado creyó llegado el momento de fundar un poblado de españoles en la región.

## Primera fundación de Chachapoyas
A principios de 1536 Alvarado fundó la ciudad de Chachapoyas que hoy es la capital del Departamento de Amazonas.
La población fundada se llamó San Juan de la Frontera de los Chachapoyas y se edificó en un lugar denominado Llavantu o Levanto. Sin embargo, la naciente villa tuvo que ser abandonada cuando ni siquiera había transcurrido un año de fundada, debido a que Alvarado y sus hombres fueron llamados por Pizarro a Lima al estallar la rebelión de Manco Inca (fines de 1536). En 1538 Alvarado retornó a la región y realizó la segunda fundación de Chachapoyas, como más adelante veremos.
Chachapoyas fue, desde su fundación, una ciudad-puerto de la que partieron numerosas expediciones hacia la selva. La leyenda de El Dorado acompañó desde siempre la sed de riquezas de los primeros exploradores españoles. Aunque el entusiasmo ante la apetitosa recompensa comandara sus sueños, sus empresas se vieron frustradas por insospechados enemigos: el hambre, las enfermedades, los indios y la selva misma.
El Dorado, descrito desde el imaginario del conquistador, es una ciudad cuyas calles y templos están cubiertos de oro y guarda en sus construcciones y plazas, piezas hechas de oro macizo. Algunas veces se le buscó al norte, desde Chachapoyas; otras, desde Quillabamba; en otras ocasiones, algunos exploradores más recientes ubicaron su rastro (que posteriormente "perdieron") en la selva central e inclusive en Colombia. Sin embargo, esta leyenda dorada abrió las puertas a la inicial colonización y evangelización de algunas de las regiones más extensas y remotas de Sudamérica.

## Su campaña pacificadora
Alvarado abandonó Chachapoyas con 140 soldados españoles y miles de indios chachapoyas, fuerzas con las que fue a ayudar a los españoles acosados por las huestes de Manco Inca. Bajó por Huamachuco a Trujillo, donde evitó que los vecinos, temerosos de los incas rebeldes, abandonaran la ciudad. Partió luego a Lima que se hallaba sitiada por las fuerzas de Quizu Yupanqui; al llegar allí ya las tropas incaicas se habían retirado tras la muerte de su caudillo en combate. Pizarro recibió con alegría a Alvarado, que a la sazón ya tenía fama de aguerrido, y le encomendó la expedición que iría al Cuzco en socorro de Hernando y Gonzalo Pizarro, sitiados por las tropas de Manco Inca.
Alvarado salió de Lima al frente de 300 españoles, además de sus auxiliares indios y negros. En el trayecto por Pachacámac tuvo rudos enfrentamientos o guazábaras con las fuerzas de Illa Túpac, caudillo inca que continuaba la guerra de liberación y que dominaba aún gran parte de la sierra central del Perú. Con grandes esfuerzos Alvarado llegó a Huarochirí, donde se les sumaron refuerzos dirigidos por Gómez de Tordoya y Rodrigo Nieto. Repuesto de las pérdidas, y con 500 hombres a su mando, continuó su marcha subiendo los Andes. En el trayecto su crueldad se hizo tristemente célebre; se cuenta que cortó manos y narices a muchos indios como escarmiento por su apoyo a los incas. A las mujeres les cortaba los senos. A los prisioneros los marcaba en el rostro con hierro ardiente. A otros los ataba y les disparaba con cañón para aniquilarlos en masa. Los temibles perros de guerra iban también complementando su horrible labor de “pacificación”.
Llegó a Jauja, donde desalojó tras breve combate a una pequeña guarnición rebelde. Allí se detuvo algunos meses continuando su labor desalmada de “castigo”. Contaba con el apoyo de los curacas Huancas “pro-españoles”, que al igual que los Chachapoyas, fueron valiosos aliados de los españoles durante la conquista (1537).

## En la guerra entre Pizarro y Almagro
En 1537 empezaron las guerras civiles que enfrentaron a los almagristas y a los pizarristas.
El Cuzco, tras el final del cerco de Manco Inca, había sido ocupado por Diego de Almagro, quien apresó a los hermanos Hernando y Gonzalo Pizarro. Ignorando estos sucesos, Alvarado salió de Jauja y continuó su marcha hacia la ciudad imperial. Llegó a las cercanías de Abancay e instaló su campamento cerca del puente sobre el río Abancay. Enterado de lo ocurrido en el Cuzco, no quiso negociar con los almagristas y se preparó para la lucha, confiando en su ejército de 500 soldados. Pero las tropas almagristas al mando de Rodrigo Orgóñez le sorprendieron y derrotaron en la batalla del Puente de Abancay (12 de julio de 1537). Todo su ejército se plegó al de Almagro.
Alvarado fue conducido prisionero al Cuzco pero logró huir poco después. Nuevamente al lado de los Pizarro, comandó un ala de la caballería pizarrista durante la batalla de las Salinas, donde fueron derrotados los almagristas (6 de abril de 1538). Luego de la batalla capturó al fugitivo Diego de Almagro, quien poco después sería ejecutado.

## Segunda fundación de Chachapoyas y fundación de Moyobamba

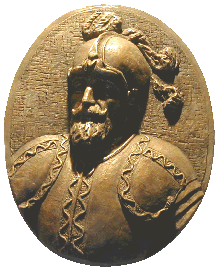
Alonso de Alvarado. Fundador de la ciudad de San Juan de la Frontera de los Chachapoyas.

Hastiado de luchar contra españoles, Alvarado pidió volver a Lima a fin de conseguir gente para proseguir la conquista de los Chachapoyas. En Jauja se encontró con Francisco Pizarro, quien ordenó a uno de sus subordinados que fuera a Lima a conseguirle soldados, y una vez llegados estos, Alvarado marchó hacia Chachapoyas por el país de los chupachos, luchando en el camino contra el tenaz caudillo inca Illa Túpac, quien mantenía sublevada la región. Finalmente llegó a su destino, fundando por segunda vez la ciudad de San Juan de la Frontera de los Chachapoyas (1538). Cuenta el cronista Pedro Cieza de León sobre esta segunda fundación (aunque erróneamente lo llama “primera”) lo siguiente:

"En cinco días del mes de septiembre año del nacimiento de nuestro señor Ihsu Christo de mil quinientos treinta y ocho años, cerca de sesenta españoles bajo el mando del capitán Alonso de Alvarado se reunieron en [...] "Xalca" y realizaron la primera fundación de Chachapoyas".
Pedro Cieza de León, 1535#GGC11C

En dicha fundación estuvo presente el capitán Luis Valera, padre del jesuita chachapoyano Blas Valera, de cuyas crónicas se nutrió el Inca Garcilaso de la Vega para la descripción del Tawantinsuyo en sus "Comentarios reales de los incas".
En Chachapoyas, Alvarado tuvo conocimiento de los fabulosos tesoros que una legendaria ciudad guardaba en la espesura de la selva, el mítico El Dorado y desde allí organizó nuevas expediciones que remontaron el Alto Marañón y que llegaron hasta las tierras de los motilones, descubriendo el caudaloso Río Huallaga. Su lugarteniente Juan Pérez de Guevara fue el primero que arribó a la región de Moyobamba, donde se fundó después Santiago de los Ocho Valles de Moyobamba por mandato de Alvarado el 25 de julio de 1540. Una vez fundada esta ciudad, se convirtió en el centro de la expediciones hacia la selva de Perú, desde donde partían misioneros, soldados, comerciantes, fundando ciudades en la Amazonía peruana, llevando la civilización hispana y construyendo la usanza europea.
En 1539 Alvarado volvió a Lima para conseguir más refuerzos y dar cuenta a Pizarro de su descubrimiento del Huallaga y la tierra de los motilones. Durante su estadía en la capital tuvo peleas con dos conquistadores, Gómez de Alvarado y Contreras, tío suyo, y Francisco de Chaves, pero Pizarro les hizo amistar. Alvarado retornó a Chachapoyas con más gente, no sin antes tener en el trayecto encuentros bélicos con las fuerzas de Illa Túpac, el incansable caudillo inca, quien no sería sometido sino hasta 1543.

## En la guerra contra Almagro el Mozo
Nuevamente tuvo Alvarado que dejar Chachapoyas al ocurrir sucesos graves en Lima (aunque esta vez no dejó totalmente despoblada la villa, a la que nunca más volvería).
Vengando la muerte de Almagro el Viejo, los partidarios de Diego de Almagro el Mozo dieron muerte a Francisco Pizarro en 1541. Alvarado, fiel a la Corona española, en febrero del año siguiente marchó con sus tropas hacia el poblado de Yungay donde esperó hasta el 8 de junio al gobernador Cristóbal Vaca de Castro, junto con el cual marchó tres días después hacia el sur en busca de las fuerzas de Almagro El Mozo. El encuentro se dio en la batalla de Chupas (16 de septiembre de 1542), cerca de Huamanga, que significó la derrota total de los almagristas. Alvarado comandó el ala derecha del ejército realista y le tocó la parte más dura de la pelea, por lo que fue felicitado por Vaca de Castro.
Luego Alvarado pasó a España, donde permaneció tres años. Su fidelidad a la Corona y sus méritos fueron justamente honrados por Carlos I de España (conocido también como Carlos V de Alemania), quien desde Flandes lo nombró caballero de la Orden de Santiago y Mariscal del Perú. Por esos días se casó con Ana de Velasco, de la Casa de los Condestables de Castilla, mujer de genio fuerte con quien vivió en Burgos hasta que las noticias de nuevas turbulencias ocurridas en el Perú, lo sacaron de su retiro.

## En la guerra contra Gonzalo Pizarro
En 1546, Alvarado tuvo que probar nuevamente su lealtad a la Corona frente a la rebelión de Gonzalo Pizarro, hermano menor de Francisco. La autoridad española le ordenó embarcarse junto con Pedro de la Gasca para que lo acompañara al Perú en su misión de debelar la rebelión. Zarparon de Sanlúcar, y en el trayecto al Perú reunieron un ejército leal a la Corona, con el que vencieron a los gonzalistas en la batalla de Jaquijahuana, que más que batalla fue un vergonzoso desbande de las fuerzas rebeldes que se pasaron al bando del Rey (9 de abril de 1548). Pero este triunfo no aquietó los ánimos de muchos españoles descontentos por el creciente control de los enviados de la metrópoli, y las sublevaciones continuaron perturbando la paz de reino.

## Sublevaciones en el Cuzco y Charcas
El pretexto para los nuevos revoltosos fue la supresión del servicio personal de los indios. En 1551 se sublevaron en el Cuzco Francisco de Miranda, Alonso de Barrionuevo y Alonso Hernández Melgarejo. La Real Audiencia envió entonces a Alvarado al Cuzco con los cargos de Corregidor y Justicia Mayor. Alvarado entró en la ciudad imperial el 3 de diciembre de 1551, ocasionando la fuga de la mayor parte de los revoltosos. No obstante, ajustició a los tres nombrados cabecillas y desterró a otros.
Ello no significó el fin de la rebelión pues muchos de los descontentos se fueron a la provincia de Charcas (actual Bolivia), encabezados por Sebastián de Castilla. En la villa de La Plata asesinaron al corregidor Pedro de Hinojosa; luego el mismo Castilla fue asesinado por sus propios seguidores, encabezados por Vasco de Godínez. Enterada de estos hechos, la Audiencia invistió a Alvarado como Capitán General y Juez de Comisión (12 de abril de 1553), y lo envió a pacificar Charcas. Se hallaba allí castigando a los últimos revoltosos cuando le llegó la noticia de que en el Cuzco se había sublevado Francisco Hernández Girón el día 12 de noviembre de 1553.

## Derrota en Chuquinga y fallecimiento
Hernández Girón, protagonizó lo que se conoce como la “última sublevación de los encomenderos en el Perú”. Fue investido como procurador general y Justicia mayor del Perú. Alvarado alzó entonces la bandera del rey en Potosí y partió con 1200 hombres a luchar contra Hernández Girón (29 de enero de 1554). Entró en el Cuzco el 30 de marzo y siguió a Parinacochas. Hernández Girón subió a la sierra desde Nasca y ambos ejércitos se encontraron en el campo de Chuquinga (provincia de Aymaraes), el 21 de mayo de 1554. La arcabucería gironista causó severos daños en el ejército de Alvarado, quien sufrió una derrota apabullante.
El mismo Alvarado fue herido en el cuello y lloró amargamente su derrota. Pudo huir a Lima, donde vivió sus últimos días sumido en la más profunda melancolía, sin decir apenas palabras. Solo dos nombres parecía aflorar en sus recuerdos: el Puente de Abancay y el campo de Chuquinga, las dos batallas que las había perdido ignominiosamente. Muchos creyeron que se había vuelto loco. En tal situación penosa murió en 1556.

## Descedencia
De su matrimonio con Ana de Velasco y Avendaño, hija de Martín Ruiz de Avendaño y Gamboa e Isabel de Velasco, tuvo un hijo:
- García López de Alvarado y Velasco, primer conde de Villamor.

| Predecesor: Juan de Saavedra | Corregidor del Cuzco 1550 - 1553 | Sucesor: Gil Ramírez Dávalos |